# 周婕妤
周婕妤（1986年12月2日—），台灣花式撞球職業選手，外號「大眼妹」，2009年以未滿23歲的年紀擊敗當時世界排名第一愛爾蘭名將Karen Corr，並成為歷屆安麗盃史上最年輕冠軍得主，第四位台灣奪冠選手。2012年再奪得安麗盃撞球公開賽冠軍，世界排名也上升到第三，2014年奪得安麗益之原盃撞球公開賽冠軍，曾於新北市蘆洲區開設集賢撞球館，目前任教於母校新北市莊敬高職並持續參加各大競賽。

## 年度總冠軍賽

### 2006女子職業撞球大賽
| 站別     | 冠軍   | 亞軍   | 季軍           |
| 一       | 譚湘玲 | 柳信美 | 周婕妤、賴慧珊 |
| 二       | 譚湘玲 | 柳信美 | 賴慧珊、周婕妤 |
| 總冠軍賽 | 譚湘玲 | 柳信美 | 林沅君、賴慧珊 |

### 2008女子職業撞球大賽
| 站別     | 冠軍   | 亞軍        | 季軍                         |
| 一       | 蔡佩真 | 柳信美      | 范瑞芳、周婕妤               |
| 二       | 周婕妤 | 金佳映（ ） | 柳信美 · 濱西由希子（ 日本） |
| 三       | 譚湘玲 | 高淑品      | 林沅君、林苗儀               |
| 總冠軍賽 | 周婕妤 | 林沅君      | 蔡佩真 · 金佳映（ ）         |

### 2009女子職業撞球大賽
| 站別     | 冠軍   | 亞軍   | 季軍                |
| 一站     | 周婕妤 | 蔡佩真 | 金佳映（ ）、張舒涵 |
| 二站     | 林沅君 | 柳信美 | 周婕妤、張舒涵      |
| 三站     | 周婕妤 | 柳信美 | 蔡佩真、張舒涵      |
| 總冠軍賽 | 周婕妤 | 賴慧珊 | 張舒涵、林沅君      |

### 2010女子職業撞球大賽
| 站別     | 冠軍   | 亞軍   | 季軍           |
| 一站     | 蔡佩真 | 林沅君 | 賴慧珊、周婕妤 |
| 二站     | 周婕妤 | 張舒涵 | 林筱琦、譚禾耘 |
| 三站     | 林沅君 | 譚禾耘 | 周婕妤、張舒涵 |
| 總冠軍賽 | 林沅君 | 周婕妤 | 譚禾耘、張舒涵 |

### 2012女子職業撞球大賽
| 站別     | 冠軍        | 亞軍   | 季軍           |
| 一站     | 林筱琦      | 林沅君 | 周婕妤、魏子茜 |
| 二站     | 車由蘭（ ） | 魏子茜 | 郭思廷、林沅君 |
| 三站     | 林沅君      | 周婕妤 | 魏子茜、蔡佩真 |
| 四站     | 蔡佩真      | 周婕妤 | 林沅君、詹雅婷 |
| 總冠軍賽 | 郭思廷      | 林筱琦 | 周婕妤、魏子茜 |

### 2014女子職業撞球大賽
| 站別 | 冠軍   | 亞軍   | 季軍           |
| 一站 | 林沅君 | 周婕妤 | 柳信美、詹雅庭 |

## 比賽成績
- 2005年全國中等學校撞球錦標賽女子團體組冠軍
- 2005年全國運動會撞球項目女子組9號球個人賽銀牌
- 2006年第39屆全日本花式撞球9號球大阪公開賽女子組季軍
- 2006年全國女子年度排名第一
- 2007年安麗盃世界女子花式撞球錦標賽第9名
- 2008年安麗盃世界女子花式撞球錦標賽第5名
- 2008年第41屆全日本花式撞球9號球尼崎公開賽女子組亞軍
- 2008年全國女子年度排名第二
- 2009年安麗盃世界女子花式撞球公開賽冠軍
- 2009年亞洲撞球錦標賽女子組亞軍
- 2009年《緯來》2009年女子職撞大賽第一站分組冠軍
- 2009年《緯來》2009年女子職撞大賽第一站冠軍
- 2010年安麗盃世界女子花式撞球公開賽第17名
- 2009年《緯來》2010年女子職撞大賽第二站冠軍
- 2010年第43屆全日本花式撞球9號球公開賽女子組冠軍
- 2010年第十六屆亞洲運動會花式撞球女子9號球銀牌[3]
- 2010年第十六屆亞洲運動會花式撞球女子8號球銅牌
- 2010年緯來女子職撞大賽年度總冠軍賽亞軍
- 2011年安麗盃世界女子花式撞球公開賽前16強第2輪淘汰
- 2011年緯來女子職撞大賽年度總冠軍賽冠軍
- 2011年世界九號球北京公開賽女子組亞軍[4]
- 2012年安麗益之源盃世界女子花式撞球公開賽冠軍
- 2012年世界花式撞球團體錦標賽冠軍隊（ 中華民國：張榮麟、傅哲偉、柯秉逸、周婕妤，隊伍名： 中華臺北）
- 2012年第45屆全日本花式撞球9號球錦標賽女子組冠軍
- 2012年緯來女子職撞大賽年度總冠軍賽4強
- 2012年WPA世界年度排名第6
- 2013年安麗益之源盃世界女子花式撞球公開賽季軍
- 2013年亞洲室內暨武藝運動會女子9號球、10號球雙銅牌
- 2013年卡利世界運動會女子花式撞球金牌[5]
- 2013年中華民國全國運動會女子8號球亞軍
- 2014年安麗益之源盃世界女子花式撞球公開賽冠軍
- 2014年WPA世界年度排名第5
- 2015年安麗益之源盃世界女子花式撞球公開賽第17名
- 2015年中華民國全國運動會女子8號球、9號球雙料冠軍
- 2015年桂林國奧集團盃世界女子9球錦標賽季軍
- 2015年CBSA洪澤女子9球國際公開賽第5名
- 2015年WPA世界年度排名第7
- 2016年安麗益之源盃女子花式撞球錦標賽第5名
- 2016年CBSA廣州混雙9球國際公開賽冠軍（男子搭檔：張玉龍）
- 2016年CBSA洪澤女子9球國際公開賽第5名
- 2016年CBSA嘉興女子9球國際公開賽冠軍
- 2016年中信國安盃世界女子9球錦標賽第9名
- 2016年WPA世界年度排名第2
- 2017年安麗益之源盃世界女子花式撞球錦標賽第9名
- 2017年韓國九里國際9球錦標賽季軍
- 2017年中信國安盃世界女子9球錦標賽殿軍
- 2018年安麗益之源盃女子花式撞球錦標賽第5名
- 2019年CBSA美式9球泰順國際公開賽冠軍
- 2022年伯明罕世界運動會女子9號球銀牌
- 2022年世界女子10號球錦標賽冠軍
- 2022年波多黎各女子10號球公開賽季軍
- 2023年世界女子9號球錦標賽冠軍
- 2023年APEX威斯康辛女子10號球公開賽冠軍
- 2023年密西根女子10號球公開賽亞軍
- 2023年波多黎各女子10號球公開賽季軍
- 2024年APEX混雙邀請賽冠軍（搭檔：張榮麟）
- 2024年PBS女子SHOWDOWN冠軍
- 2024年亞洲撞球錦標賽女子組冠軍
- 2024沙烏地阿拉伯亞洲盃錦標賽冠軍
- 2024美國密西根州WPBA女子大師賽冠軍

| 前任： 林沅君 | 安麗盃世界女子花式撞球公開賽冠軍 2009年 | 繼任： 車游嵐 |

| 前任： 金佳映 | 安麗益之源盃世界女子花式撞球公開賽冠軍 2012年 | 繼任： 凱莉·費雪 |

| 前任： 凱莉·費雪 | 安麗益之源盃世界女子花式撞球公開賽冠軍 2014年 | 繼任： 林沅君 |